# Éric Lux
Éric Lux (Luxemburgo, 19 de diciembre de 1967) es un empresario luxemburgués. Junto a Gerard Lopez, es socio fundador del Grupo Genii. Lux es también director ejecutivo y director de Genii Capital, una gestión de inversiones y financieras miembro del Grupo Genii y expropietario de la escudería Lotus F1 Team.

## Biografía
Lux se graduó en Suiza, en la Lausanne Business School, en 1993. Entre 1994 y 1997, trabajó como consultor, especializado en ingeniería de procesos, basada en las actividades de gestión y Gestión de la calidad total. Lux se hizo cargo del grupo Ikodomos en 1997 creciendo en uno de los principales de inversión de bienes raíces y organizaciones de desarrollo de Luxembergo. La compañía ahora tiene actividades comerciales en toda Europa y Asia. En 2008, fue cofundador de Genii Capital, una gestión de la inversión privada y la firma de asesoría financiera, con Gerard Lopez. Lux estuvo en el consejo de Genii Capital, Gravity Sport Management, SecureIT, el equipo Lotus F1 Team y varios fondos inmobiliarios. Habla con fluidez en inglés, francés, alemán y luxemburgués.

## Accidente con Adrian Sutil
En abril de 2011, Éric Lux fue golpeado en el cuello con una copa de champán rota por el piloto de Fórmula 1 Adrian Sutil en un club nocturno en Shanghái. Lux presentó una denuncia penal contra Sutil por asalto físico y graves lesiones corporales. En enero de 2012 fue declarado culpable en un tribunal de Münich y condenado a 18 meses de prisión condicional y una multa de 200.000 euros. Adrian Sutil está apelando su condena. El fiscal también apeló la sentencia.